# 沃龍基夫
50°12′53″N 30°53′59″E / 50.21472°N 30.89972°E

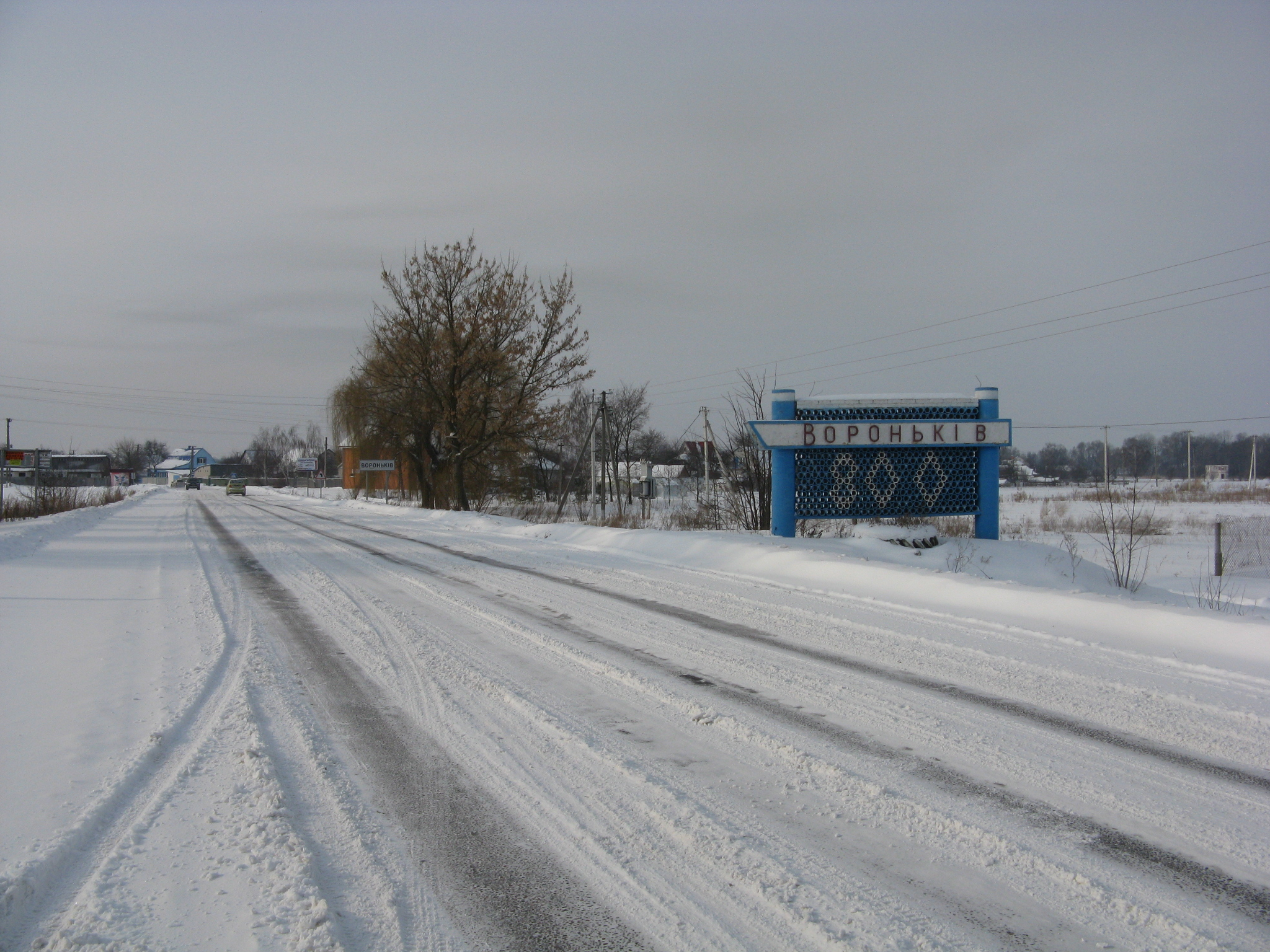

沃龍基夫（烏克蘭語：Вороньків）是位於烏克蘭北部的村莊，由基辅州鲍里斯皮尔区的沃龍基夫市鎮負責管轄，並為該市鎮的行政中心。該村始建於1096年，面積73.6平方公里，海拔高度100米，2001年人口4,100，人口密度每平方公里503.4人。